# 삼장초등학교
삼장초등학교는 대한민국 경상남도 산청군 삼장면 석남리에 있는 공립 초등학교이다.

## 연혁
- 1930년 4월 1일 삼장공립보통학교로 개교
- 1938년 4월 1일 삼장공립심상소학교로 개칭
- 1941년 4월 1일 삼장공립국민학교로 개칭
- 1983년 3월 1일 병설유치원 개원
- 1994년 3월 1일 유평국민학교 통폐합
- 1996년 3월 1일 삼장초등학교로 개칭
- 1999년 9월 1일 대포초등학교 통폐합
- 2001년 11월 2일 학교 증축공사 준공일
- 2015년 9월 1일 제26대 홍화진 교장 부임
- 2017년 2월 17일 제84회 졸업(총 졸업생수 2,205명)

## 상징
- 교화 - 동백꽃 : 싱그럽게 푸르른 잎은 우리의 푸른 꿈이며 추위속에 피는 붉은 꽃은 우리들의 인내와 열정을 상징한다.
- 교목 - 구상나무 : 줄기차게 뻗은 자태는 우리의 드높은 기상이며 우리 학교의 영원함을 상징한다.

## 참고 자료
- 삼장초등학교 - 한국교육학술정보원 학교알리미